# Lygodactylus conradti
Lygodactylus conradti (карликовий гекон Конрадта) — вид геконоподібних ящірок родини геконових (Gekkonidae). Ендемік Танзанії. Вид названий на честь колекціонера Леопольда Конрадта, який зібрав голотип цього виду.

## Поширення і екологія
Карликові гекони Конрадта мешкають в горах Східної Усамбари і Нгуу в регіоні Танга на північному сході Танзанії. Вони живуть у вологих гірських тропічних лісах, на висоті від 1000 до 1200 м над рівнем моря. Ведуть денний, деревний спосіб життя, живляться дрібними комахами. Відкладають яйця, в кладці 2 яйця.